# میخائیل ایوانوف (سکی‌باز)
میخائیل ایوانوف (روسی: Михаип Петрович Иванов؛ زادهٔ ۲۰ نوامبر ۱۹۷۷) اسکی‌باز صحرانوردی اهل روسیه بود.